# Provincia de Sevilla
Sevilla es una provincia española perteneciente a la comunidad autónoma de Andalucía. Limita con las provincias de Málaga y Cádiz al sur, Huelva al oeste, Badajoz (que es parte de Extremadura) al norte, y Córdoba al este. Sevilla es la quinta provincia de España en número de habitantes y la capital de Andalucía.
Tiene una extensión de 14 036 km², con una población total de 1 968 624 habitantes (INE 2024), que habitan sus 106 municipios.
El código postal de los municipios de Sevilla empieza por 41 y el prefijo telefónico es 95.

## Historia

Reino de Sevilla en 1590 según los votos en las Cortes de Castilla

El Real Decreto de 30 de noviembre de 1833 creó la provincia de Sevilla, que se formó uniendo localidades del Reino de Sevilla, excepto las que pasaron a formar parte de la provincia de Cádiz y de la provincia de Huelva. Asimismo, la nueva provincia de Sevilla incorporó Guadalcanal, que hasta entonces pertenecía a Extremadura, y perdió las poblaciones de Bodonal de la Sierra, Fuentes de León, Fregenal de la Sierra e Higuera la Real, que pasaron a formar parte de la provincia de Badajoz, en Extremadura. Actualmente la provincia está compuesta por los municipios que pueden verse en el anexo Municipios de la provincia de Sevilla

## Geografía
La provincia de Sevilla está ubicada al sur de Europa y de la península ibérica, en la región histórica de Andalucía Occidental o Baja Andalucía. La provincia tiene una superficie de 14 036 km², y es la 1.ª provincia andaluza por extensión.
| Noroeste: Provincia de Huelva | Norte: Provincia de Badajoz | Nordeste: Provincia de Córdoba |
| Oeste: Provincia de Huelva    |                             | Este: Provincia de Córdoba     |
| Suroeste: Provincia de Huelva | Sur: Provincia de Cádiz     | Sureste: Provincia de Málaga   |

### Relieve
Se distinguen tres unidades principales: Depresión Bética cuyo eje es el río Guadalquivir que atraviesa la provincia de este a suroeste, y cerca de su desembocadura se extienden Las Marismas (en época romana era un lago marino), Sierra Morena al norte, y al sur estribaciones de la cordillera Bética.

### Hidrografía
El principal río que atraviesa la provincia es el Guadalquivir (el río Betis romano), algunos de sus afluentes son el Genil, el Corbones, el Guadaíra, el Viar y el Rivera de Huelva.

### Clima
Clima mediterráneo con temperatura media anual de 18,5 °C y una pluviosidad media (650 litros anuales), con inviernos suaves y veranos muy calurosos, con temperaturas máximas que superan a veces los 40°
La localidad de Écija es popularmente conocida como la "Sartén de Andalucía" por los tórridos veranos.

## Organización territorial

### Comarcas
Al igual que el resto de provincias andaluzas, la provincia de Sevilla carece de una comarcalización administrativa. No obstante, se han delimitado diferentes áreas a partir de criterios de homogeneidad geográfica y sociodemográfica.

Dicho esto, las comarcas sevillanas son: El Aljarafe, Bajo Guadalquivir, Campiña de Carmona, Campiña de Morón y Marchena, Comarca Metropolitana de Sevilla, Comarca de Écija, Sierra Norte, Sierra Sur y Vega del Guadalquivir.

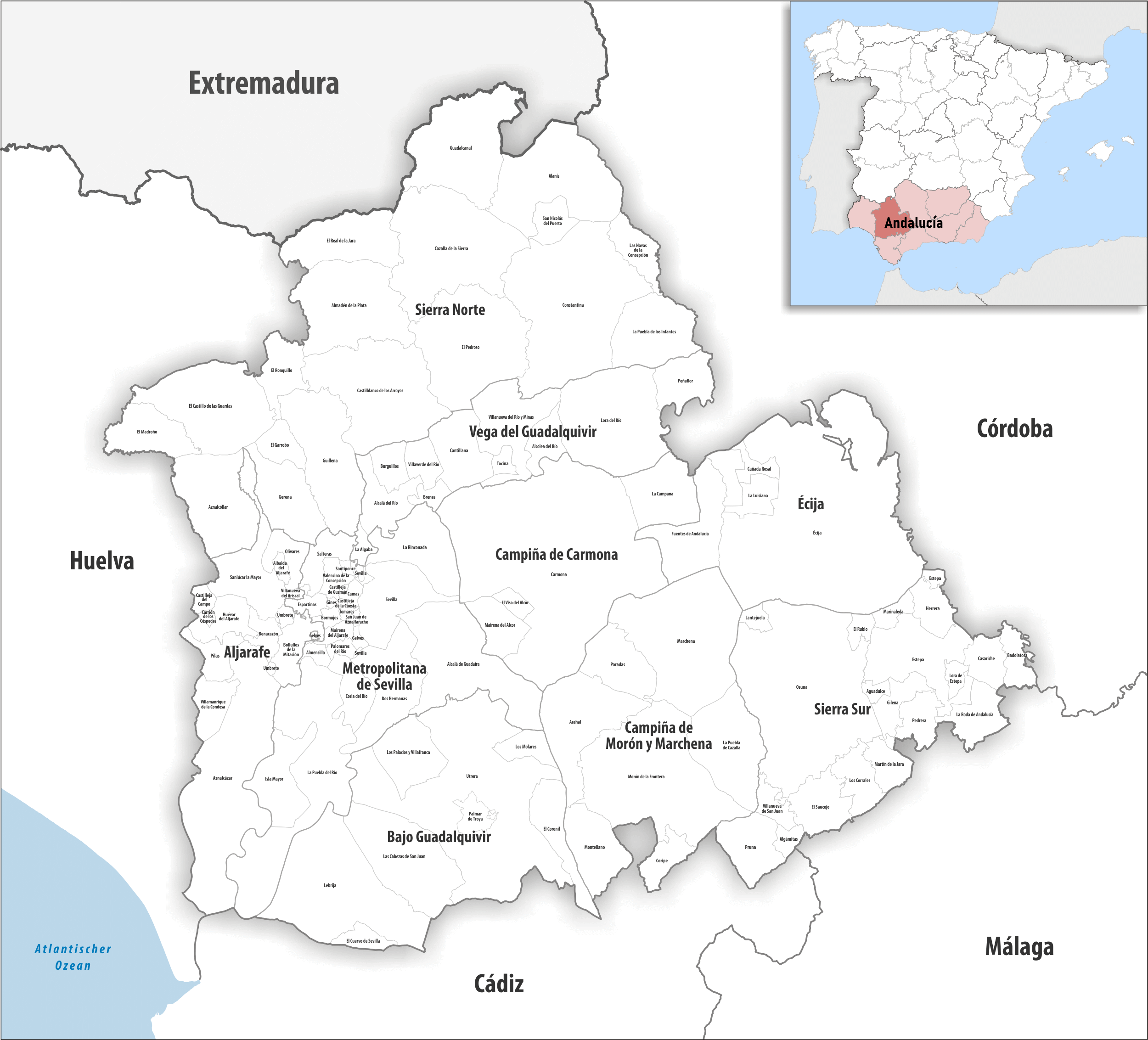
Mapa de los municipios de la provincia de Sevilla

### Municipios
La provincia de Sevilla está conformada por 106 términos municipales, comprendiendo el 1,3 % del total de municipios (8132) que integran el territorio español.
La superficie media de los municipios sevillanos es de 132,42 km², si bien existen grandes diferencias entre ellos. Los cuatro términos municipales más extensos son Écija, con 978,73 km²; Carmona, con 924,11 km²; Utrera, con 651,24 km² y Osuna, con 592,38 km².
Existen quince partidos judiciales, cuyas cabezas corresponden a los siguientes municipios:
Osuna, Cazalla de la Sierra, Sanlúcar la Mayor, Carmona, Lora del Río, Sevilla, Morón de la Frontera, Lebrija, Utrera, Écija, Alcalá de Guadaíra, Dos Hermanas, Marchena, Coria del Río y Estepa.

## Demografía
Sevilla es la quinta provincia más poblada de España y la primera de Andalucía, con 1 968 624 habitantes en 2024 (INE).

#### Evolución
| Población            | 555 256   | 597 031   | 703 747   | 805 252   | 963 044   | 1 099 374 |           |
| Porcentaje Andalucía | 15,59 %   | 15,59 %   | 16,65 %   | 17,47 %   | 18,45 %   | 19,61 %   |           |
| Porcentaje España    | 2,98 %    | 2,99 %    | 3,29 %    | 3,40 %    | 3,70 %    | 3,93 %    |           |
|                      | 1960      | 1970      | 1981      | 1991      | 2001      | 2011      | 2020      |
| Población            | 1 234 842 | 1 336 667 | 1 478 352 | 1 619 703 | 1 727 603 | 1 927 109 | 1 957 197 |
| Porcentaje Andalucía | 21,03 %   | 22,31 %   | 22,95 %   | 23,34 %   | 23,48 %   | 22,90 %   | 23,09 %   |
| Porcentaje España    | 4,04 %    | 3,93 %    | 3,92 %    | 4,17 %    | 4,23 %    | 4,09 %    | 4,14 %    |

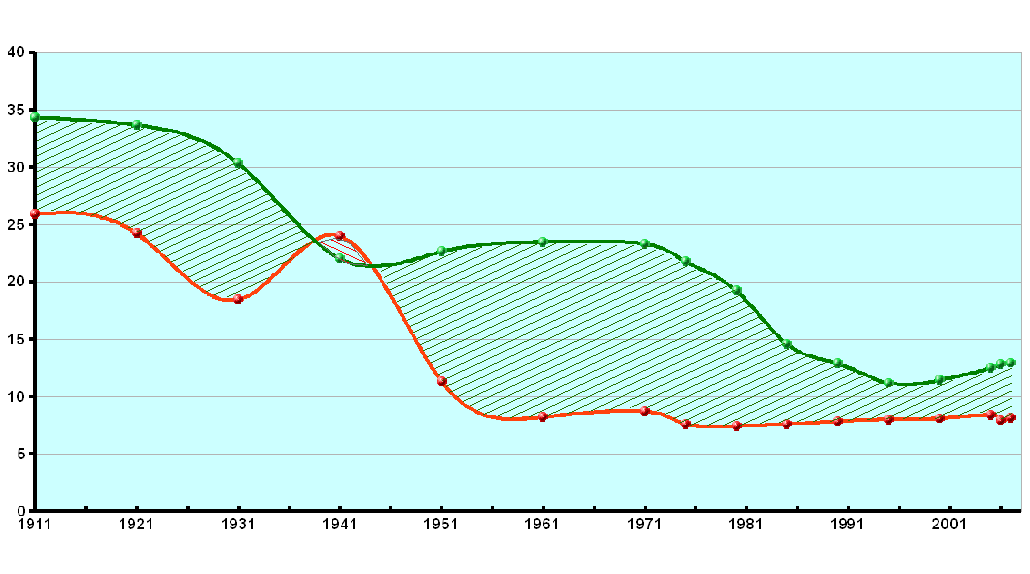
Evolución del crecimiento vegetativo (natalidad - mortalidad) en ‰ en la provincia de Sevilla

La tasa de natalidad de la provincia (nacidos por cada 1000 habitantes) es de 12,14 puntos (INE 2005), cifra superior a la del conjunto español (10,65 puntos) y a la de Andalucía (11,46), situándose en tercer lugar en cuanto a provincias andaluzas se refiere, tras Almería y Cádiz.
La tasa de mortalidad es de 8,14 puntos, inferior a la de España (8,93) y Andalucía (8,32), situándose en 4.º lugar de la comunidad autónoma tras Almería, Cádiz y Málaga.
El crecimiento vegetativo provincial en números absolutos es el mayor de Andalucía con 7302 personas y en números relativos es de 4,00 puntos, el 3.º tras Almería y Cádiz en Andalucía (3,27) y superior al de España (1,82).
La tasa de mortalidad infantil es la 2.ª más baja de Andalucía tras Jaén con 3,71 puntos, inferior a la media andaluza con 4,39 y española con 3,78.

#### Esperanza de vida
Según datos del Instituto de Estadística de Andalucía, referidos al año 2005, la esperanza de vida en la provincia de Sevilla se sitúa para las mujeres es de 82,5 años y para los hombres de 75,70 años, cifras similares a las de Andalucía con 82,20 y 75,90 respectivamente, cifras ligeramente inferiores a las del conjunto nacional.

#### Distribución
La densidad de población de la provincia de Sevilla es de 139,44 hab/km², superior a la de España y Andalucía (siendo la 3.ª tras Málaga y Cádiz). Si bien existen grandes oscilaciones entre los municipios del área metropolitana y del resto de la provincia.
La gran mayoría de la población se concentra en la capital y en sus alrededores, que conforman la cuarta área metropolitana más importante de España, donde reside aproximadamente el 80 % de los sevillanos.

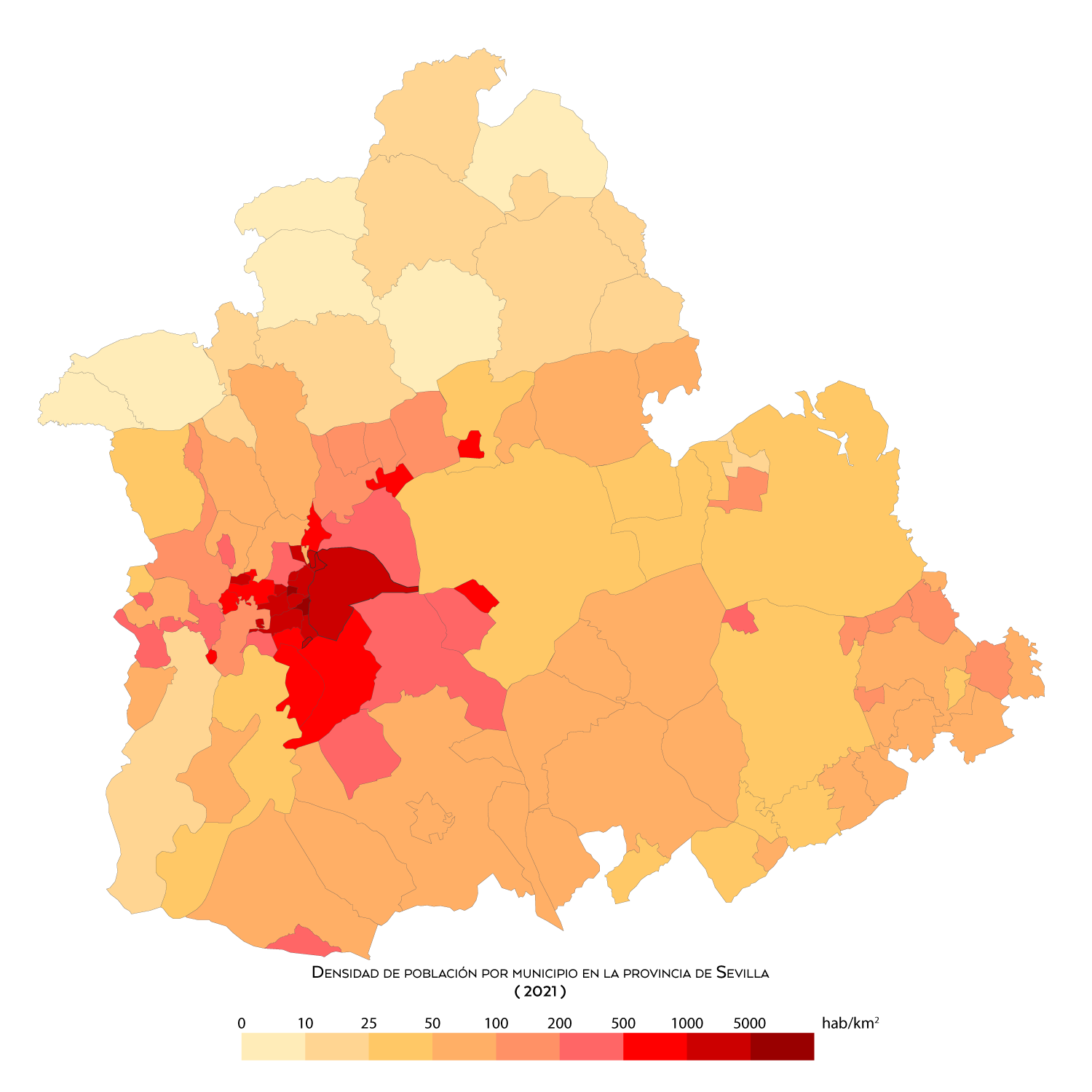
Mapa de población por municipios de la provincia de Sevilla
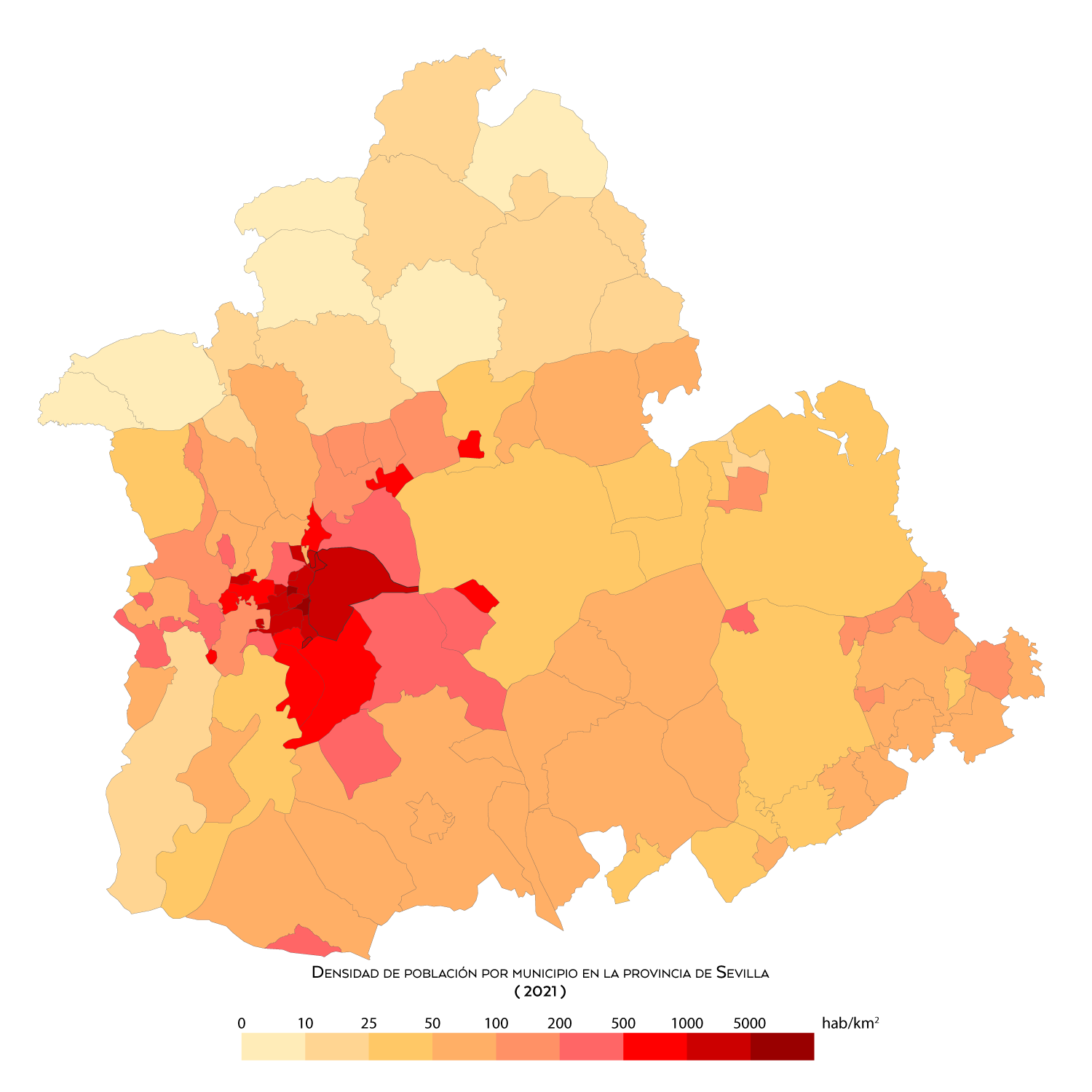
Mapa de densidad de población por municipios de la provincia de Sevilla
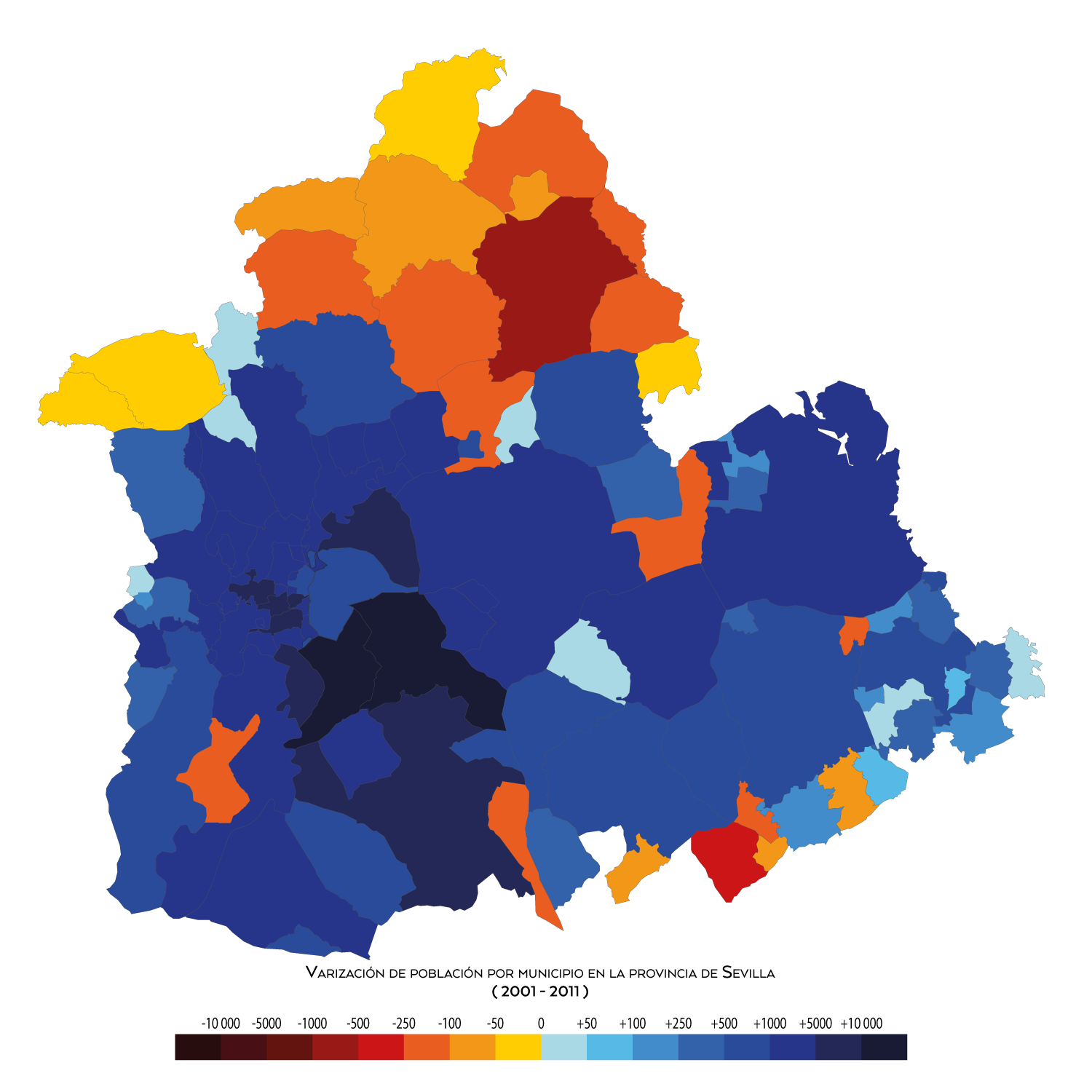
Crecimiento de la población de los municipios de Sevilla entre 2001 y 2011
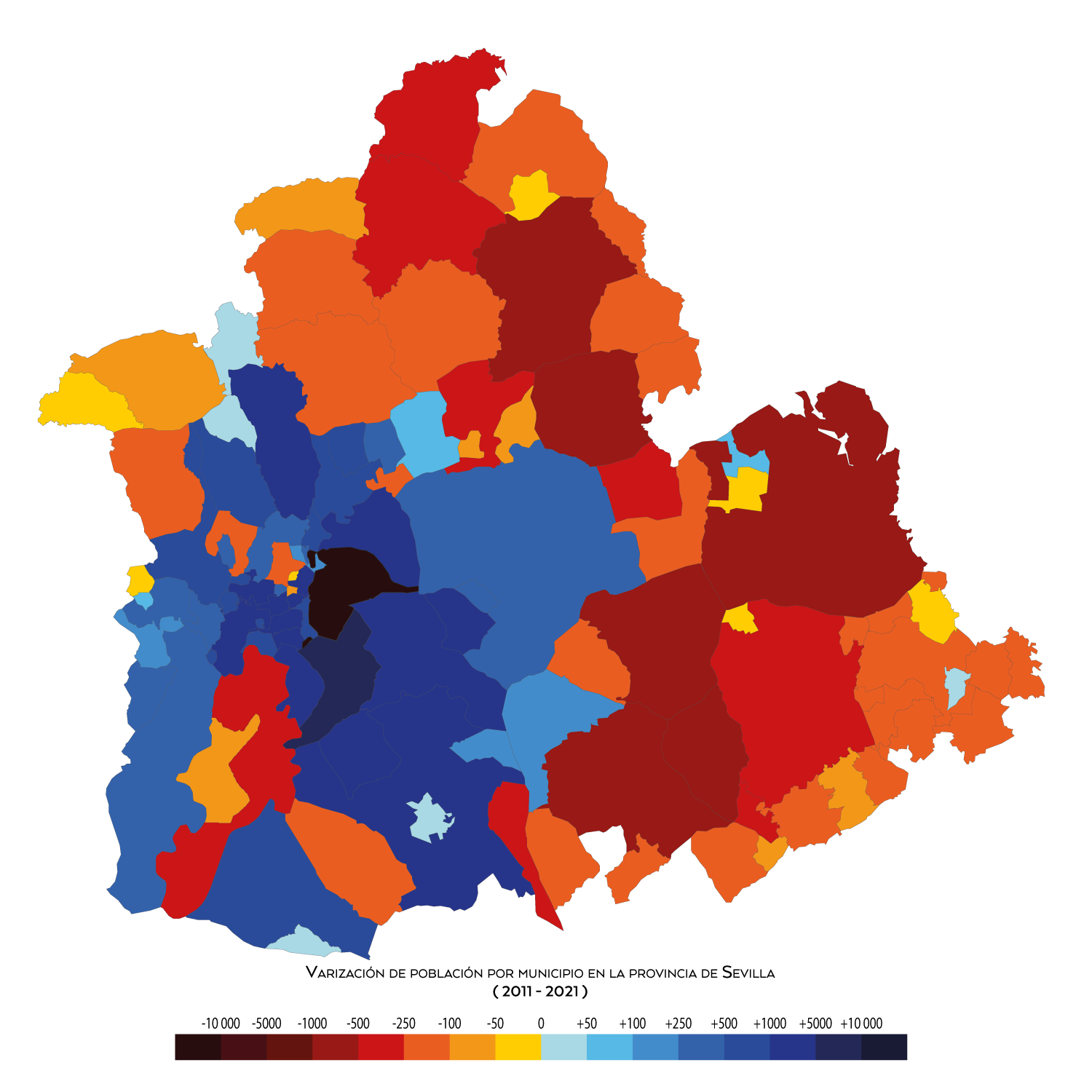
Crecimiento de la población de los municipios de Sevilla entre 2011 y 2021

La provincia de Sevilla es la 12.ª de España en que existe un mayor porcentaje de habitantes concentrados en su capital (35,5 %, frente a 31,96 % del conjunto de España).

#### Inmigración

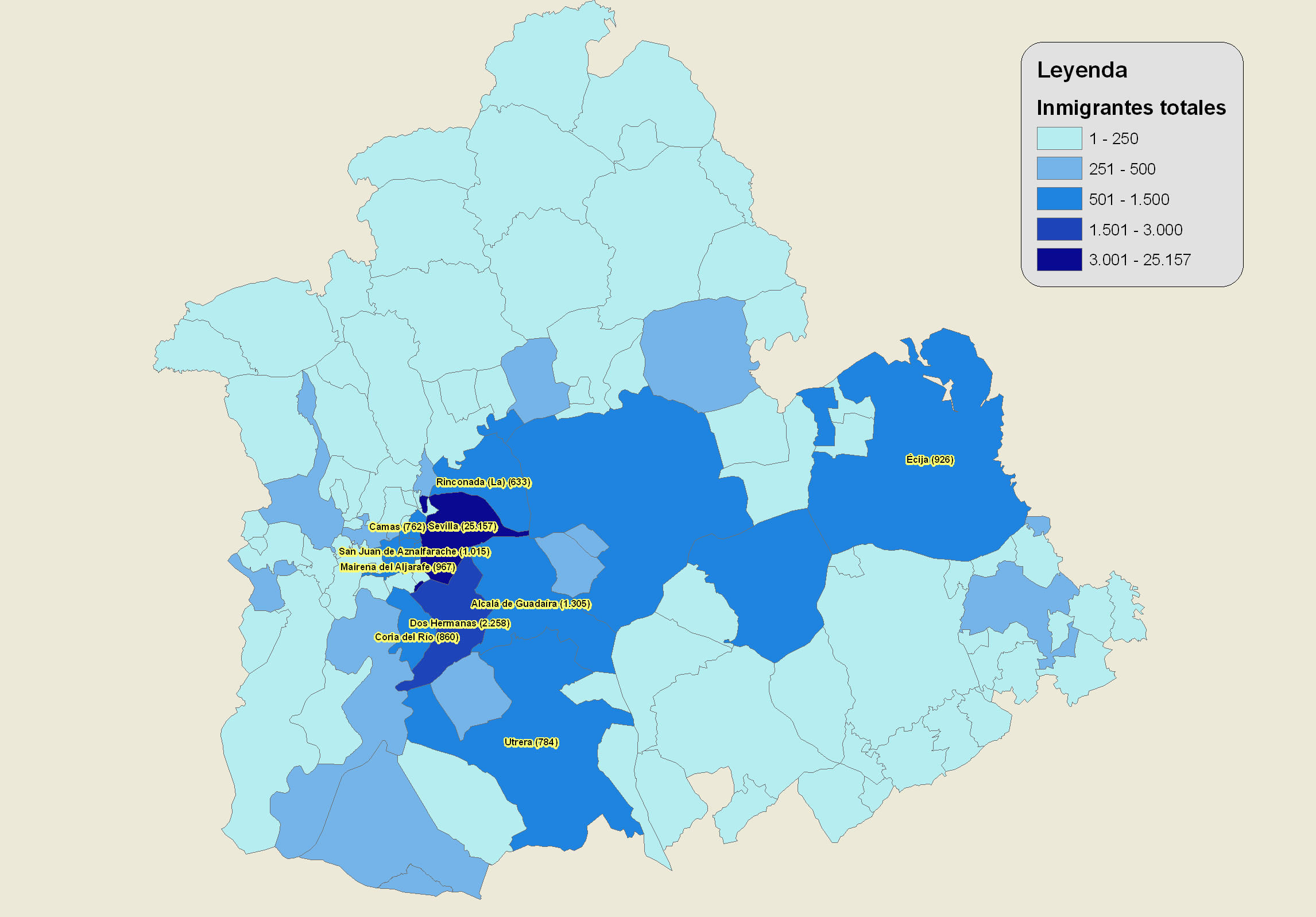
Mapa municipal de inmigrantes en la provincia de Sevilla en 2007

Según el censo INE 2006, el 2,53 % de la población de la provincia de Sevilla es de nacionalidad extranjera, porcentaje muy inferior al de la media española (del 9,27 %). Pero dentro de estos porcentajes existen generaciones de 100 años, muy respetadas dentro de las comunidades sevillanas y alrededores.
| País/Zona    | Hombres | Mujeres | Total | Total Ext. | Total And. | % Pob. |
| ------------ | ------- | ------- | ----- | ---------- | ---------- | ------ |
| Alemania     | 681     | 679     | 1360  | 2,22 %     | 5,65 %     | 0,07 % |
| Bulgaria     | 353     | 273     | 626   | 1,02 %     | 6,11 %     | 0,03 % |
| Francia      | 924     | 964     | 1888  | 3,08 %     | 13,71 %    | 0,10 % |
| Italia       | 1040    | 749     | 1789  | 2,92 %     | 10,38 %    | 0,10 % |
| Reino Unido  | 1032    | 960     | 1992  | 3,25 %     | 2,00 %     | 0,11 % |
| Rumanía      | 4841    | 4243    | 9084  | 14,81 %    | 11,48 %    | 0,49 % |
| UE           | 11228   | 9881    | 21109 | 34,41 %    | 6,86 %     | 1,13 % |
| Rusia        | 299     | 899     | 1198  | 1,95 %     | 13,81 %    | 0,06 % |
| Ucrania      | 430     | 563     | 993   | 1,62 %     | 9,52 %     | 0,05 % |
| EUROPA NO UE | 1280    | 2011    | 3291  | 5,37 %     | 11,78 %    | 0,18 % |
| Marruecos    | 3897    | 2638    | 6535  | 10,65 %    | 7,05 %     | 0,35 % |
| ÁFRICA       | 6207    | 3712    | 9919  | 16,17 %    | 8,25 %     | 0,53 % |
| Argentina    | 810     | 788     | 1598  | 2,61 %     | 6,26 %     | 0,09 % |
| Bolivia      | 2105    | 2991    | 5096  | 8,31 %     | 23,08 %    | 0,27 % |
| Colombia     | 1537    | 2460    | 3997  | 6,52 %     | 19,17 %    | 0,21 % |
| Ecuador      | 1555    | 1916    | 3471  | 5,66 %     | 15,19 %    | 0,19 % |
| Perú         | 831     | 1023    | 1854  | 3,02 %     | 40,91 %    | 0,10 % |
| AMÉRICA      | 10009   | 13924   | 23933 | 39,02 %    | 16,94 %    | 1,28 % |
| China        | 1261    | 1067    | 2328  | 3,80 %     | 22,62 %    | 0,12 % |
| ASIA         | 1598    | 1422    | 3020  | 4,92 %     | 16,41 %    | 0,16 % |
| OTROS        | 43      | 24      | 67    | 0,11 %     | 20,81 %    |        |
| TOTAL        | 30365   | 30974   | 61339 | 100 %      | 9,96 %     | 3,28 % |

## Economía
La provincia de Sevilla poseía un producto interior bruto de 40 800 millones € (INE) en 2019, tras los PIB de Madrid (241 039 millones €), Barcelona (177 978 millones €), Valencia (61 498 millones €) y por encima de autonomías como Murcia (32 287 millones €) o Baleares (34 172 millones €).
En Andalucía es la primera provincia por PIB por encima de Málaga (32 207 millones €) y  Cádiz (23 313 millones de €), 2.ª y 3.ª respectivamente. Su área metropolitana concentra la inmensa mayor parte de la actividad económica provincial y constituye el mayor polo económico y el de mayor renta por hogar de la región (28 962€), considerablemente por encima de la media andaluza (24.091€), siendo la única a nivel regional que supera, ligeramente, la media nacional (28 417€), concentrándose en la propia capital y el Aljarafe los municipios más pudientes de Andalucía, con rentas por hogar superiores a los 30 000€, pero aún bastante por debajo a las de otras grandes áreas metropolitanas como Madrid (40 554€) y Barcelona (37 402€), aunque bastante similar a la de Valencia (31 074€). Contrasta el resto de la provincia, fuera del área metropolitana, que puede llegar a bajar de 20 000€ por hogar. Comparado con el resto de la región, solo Málaga (28 098€) presenta unos valores similares a la de Sevilla en su área metropolitana, aunque si nos centramos solo en capitales de provincia, en Jaén (31 383€) y en Cádiz (31.292€) es ligeramente superior a la de Sevilla (31 141€) y Málaga se queda atrás con 28 916€. 
Sevilla es además el principal polo industrial de Andalucía, con un VAB en 2018 de 5594 millones de €, seguida de Cádiz (3252 millones de €) y Huelva (2096 millones de €).
Así mismo también es la provincia con mayor proporción de empleo de alta cualificación, destacando el PCT Cartuja que es el mayor y más avanzado parque tecnológico de Andalucía con una actividad económica de 3450 millones de € y más de 25 500 trabajadores en 2021. Consolidado como motor de crecimiento de la provincia, creció incluso en 2020 su actividad económica en un 2,6 % y un 4,3 % el empleo pese a los efectos de la pandemia. También en la provincia se sitúa Aeropolis, el mayor parque aeroespacial de Andalucía y uno de los más importantes de España, donde importantes empresas del sector aeroespacial como Airbus, tienen presencia. 

### Agricultura y ganadería
La producción final del año 2008 según INE 2008 fue de 1051 millones de euros, manteniéndose la provincia de Sevilla como la segunda provincia que más aporta de las andaluzas -la primera es Almería-, con un 18 % del total de Andalucía. El sector primario aporta al conjunto del PIB de la provincia de Sevilla un 3 %.

#### Agricultura
Del total de superficie, 8640 km² son tierras de cultivo, 1340 km² pertenecen a prados y pastos, y 2650 km² de terreno.
Destacar los 81 km² dedicados a agricultura ecológica.
La provincia de Sevilla produce entre otros productos:
- Trigo. 1.ª productora andaluza con 846 604 TM (49% de Andalucía).
- Cebada. 2.ª productora andaluza con 48 109 TM (18 % de Andalucía).
- Arroz. 1.ª productora andaluza con 192 076 TM (91 % de Andalucía).
- Maíz. 1.ª productora andaluza con 81 135 TM (43 % de Andalucía).
- Garbanzos. 1.ª productora andaluza con 5738 TM (37 % de Andalucía).
- Habas secas. 1.ª productora andaluza con 15 075 TM (41 % de Andalucía).
- Lentejas. 1.ª productora andaluza con 13 TM (72 % de Andalucía).
- Patata. 1.ª productora andaluza con 111 781 TM (27 % de Andalucía).
- Remolacha azucarera. 1.ª productora andaluza con 1 078 320 TM (52 % de Andalucía).
- Algodón. 1.ª productora andaluza con 91 620 TM (66 % de Andalucía).
- Girasol. 1.ª productora andaluza con 143 611 TM (58 % de Andalucía).
- Alfalfa. 1.ª productora andaluza con 160 500 TM (32 % de Andalucía).
- Flores no ornamentales. 2.ª productora andaluza con 143 750 TM (11 % de Andalucía).
- Naranjo. 1.ª productora andaluza con 360 310 TM (33 % de Andalucía).
- Melocotón. 1.ª productora andaluza con 128 650 TM (74 % de Andalucía).
- Uva de mesa. 1.ª productora andaluza con 21 473 TM (62 % de Andalucía).
- Aceituna de mesa. 1.ª productora andaluza con 235 000 TM ( 74 % de Andalucía).
- Aceituna de almazara. 3.ª productora andaluza con 330 000 TM ( 8 % de Andalucía).

Todos los datos tomados del Instituto de Estadística de Andalucía (datos 2006).

#### Ganadería
El censo ganadero de 2005 según datos del Instituto de Estadística de Andalucía fue el siguiente:
- Bovino. 3.ª provincia andaluza con 156 835 cabezas (20 % de Andalucía).
- Ovino. 2.ª provincia andaluza con 591 637 cabezas (19 % de Andalucía).
- Caprino. 1.ª provincia andaluza con 252 832 cabezas (23 % de Andalucía).
- Porcino. 1.ª provincia andaluza con 586 832 cabezas (26 % de Andalucía).
- Équidos. 1.ª provincia andaluza con 12 660 cabezas (21 % de Andalucía).

- Destacar la producción de huevos: 650 millones de ud, 1.ª provincia andaluza (42 % de Andalucía).

- Producción de lana. 3.ª provincia andaluza con 598,7 TM (17 % de Andalucía). IEA 2004
- Producción de miel. 1.ª provincia andaluza con 923 TM (20 % de Andalucía). IEA 2004
- Producción de cera. 3.ª provincia andaluza con 37,5 TM (14 % de Andalucía). IEA 2004

### Construcción e industria
La producción final del año 2008 según INE 2008 fue de 7198 millones de euros.[cita requerida]

#### Construcción
Según datos del Instituto de Estadística de Andalucía en 2005 se terminaron 19 751 viviendas y el consumo de cemento fue de 2,06 billones de TM.[cita requerida]

#### Industria
Industria agroalimentaria. Datos IEA 2005.
- Empresas inscritas en el Registro Agrario. 1.ª provincia con 912 empresas (19 % de Andalucía).
- Producción de carne bovina. 1.ª provincia andaluza con 19 934,9 TM (56 % de Andalucía).
- Producción de carne ovina. 1.ª provincia andaluza con 1711,2 TM (29 % de Andalucía).
- Producción de carne caprina. 1.ª provincia andaluza con 1518 TM (76 % de Andalucía).
- Producción de carne aviar. 1.ª provincia andaluza con 130 883,7 TM (57 % de Andalucía).
- Producción de leche. 2.ª provincia andaluza con 156,39 millones de litros (22 % de Andalucía). IEA 2004

Industria aeronáutica. Con 4404 trabajadores y una producción de 629 millones € (12,4 % de España).[cita requerida]
La provincia de Sevilla acoge el mayor polígono industrial de Andalucía, el Polígono Isla Mayor en Dos Hermanas, a 2 km de la capital (actualmente en fase ampliación, lo que duplicará su superficie) y la mayor área industrial de la comunidad autónoma situada en Alcalá de Guadaíra (que consume más electricidad que la propia capital) situada a escasos 5 km.[cita requerida]
En el primer trimestre de 2023 se inaugurará la sede de la Agencia Espacial Española, que es una futura agencia estatal ubicada en Sevilla, cuya creación fue anunciada por el Gobierno de España el 27 de mayo de 2021 y que se encargará de gestionar el programa espacial de España. Entre sus funciones se incluyen elaborar una Estrategia Espacial Española, coordinar de forma eficiente los distintos organismos nacionales con responsabilidades en el sector espacial y unificar la colaboración internacional. También cuenta con un componente dedicado a la seguridad nacional. Tendrá un presupuesto inicial cercano a los 500 millones de euros y se calcula que podrá crear en torno a 1600 empleos.

#### I+D+i
Existen en la provincia dos parques tecnológicos en funcionamiento: Cartuja 93 (en la ciudad de Sevilla) y Aerópolis (en La Rinconada).
- Parque Científico y Tecnológico Cartuja 93. El parque tecnológico Cartuja 93 da empleo a 13 262 personas, aloja 329 empresas y entidades (un 55 % de las cuales son de tecnologías avanzadas que generan el 78 % del empleo y producción) y tuvo en 2006 una producción de 1897 millones €.[cita requerida]
- Aerópolis. Se asientan más de treinta empresas auxiliares del sector aeronáutico que trabajan como proveedores de compañías fabricantes de aviones y de la industria aeroespacial.[cita requerida]
- Centro Tecnológico Palmas Altas. Se construye el mayor parque tecnológico privado de España en Palmas Altas junto al Puerto de Sevilla, donde se asentará el grupo industrial y de ingeniería Abengoa y diversas empresas relacionadas.[cita requerida]

Parques tecnológicos en construcción:
- Parque Tecnológico de Investigación y Desarrollo. En la actualidad se están desarrollando los trabajos de implantación del cuarto parque tecnológico de la ciudad en la zona de Entrenúcleos, entre Dos Hermanas y Montequinto.

### Servicios
El sector terciario aporta al conjunto del PIB de la provincia de Sevilla un 63 %.[cita requerida]

#### Universidad
Universidades en Sevilla:
- Universidad de Sevilla. Pública. La de mayor número de alumnos matriculados en estudios de Grado, por delante de Granada, en Andalucía y 3.ª de España con 57 529 en el curso 2014/15.[17]
- Pablo de Olavide. Pública. En 2014/15 pasaron por sus aulas 8980 alumnos de Grado.[18]
- Universidad Loyola Andalucía. Privada. Primera Universidad privada andaluza, posee campus en Sevilla y en Córdoba. Pertenece a la red internacional de universidades de la Compañía de Jesús.
- CEU-San Pablo. Privada.
- CEADE, Centro Andaluz de Estudios Universitarios. Privada.

Además, la capital, cuenta con una de las sedes de la Universidad Internacional de Andalucía.
En la provincia se encuentra la Escuela Universitaria de Osuna, centro adscrito a la Universidad de Sevilla.
También en Osuna se localiza la Escuela Superior de Enseñanzas Artísticas de Osuna (ESEA) donde se pueden estudiar los grados de 4 años de duración en Diseño Gráfico y en Diseño de Moda.

#### Comercio
La provincia de Sevilla presenta los siguientes datos de comercio exterior:
- Exportaciones al extranjero: 5179,3 millones de euros (2.ª provincia andaluza tras Cádiz y 17.ª provincia española)[19]
- Importaciones del extranjero: 2331,89 millones de euros (3.ª provincia andaluza tras Cádiz y Huelva).

#### Transportes
- Puerto de Sevilla

Situado a 80 kilómetros de la desembocadura del Guadalquivir, el de Sevilla es el único puerto fluvial comercial que existe en España. Su hinterland abarca toda Andalucía Occidental, Extremadura y, en algunos productos, el centro de España. Cuenta con una de las áreas industriales y de servicios más amplias de todo el sistema portuario español (60 Hectáreas).
Por tráfico de mercancías, movió 4.79 TM en 2016.
En el 2010 se inauguró la nueva esclusa. Actualmente se realizan obras de la nueva esclusa y de profundización del canal navegable que permitirán el paso de embarcaciones de mayor tonelaje. También se está ejecutando la urbanización general de la zona que, entre otros, incluye la construcción del Acuario de las Delicias. La finalización de estas obras será en verano de 2011.
- Aeropuerto de Sevilla-San Pablo.

Por número de pasajeros es el 12.º de España y 2.º de Andalucía con un total de 4 624 038 usuarios en 2016 y un incremento respecto al año anterior de un 7,3 %. Actualmente existen 46 destinos, 30 internacionales a 12 países y 16 nacionales.
Por tráfico de mercancías es el 9.º de España y 1.º de Andalucía con un total de 6619 TM.

#### Turismo
- En el año 2016 llegaron a la ciudad de Sevilla más de 2,5 millones de turistas.[23] Sevilla recibe así al 3,3 % de los turistas que visitan España, un total de 75,6 millones en 2016.[24] Concretamente la ciudad de Sevilla es la capital más visitada en Andalucía, situándose a nivel nacional solo por detrás de Barcelona y Madrid.[25][26] En el resto de la provincia el turismo no está suficientemente desarrollado.
- Importante desarrollo del turismo de negocios, convenciones y congresos. Las ferias han alcanzado 860 000 visitantes en 2016, con un impacto cercano a 100 millones de euros.[27]

## Medios de comunicación
Prensa digital
En la provincia de Sevilla uno de los medios pioneros en la prensa digital es El Pespunte (www.elpespunte.es) que fue fundado en el año 2006 en la Sierra Sur de Sevilla por jóvenes estudiantes de Comunicación y Periodismo de la Universidad de Sevilla y que desde el año 2023 centra su función informativa y de opinión en la provincia de Sevilla, incluida la capital.

## Cultura

### Habla
Existen recopilaciones y glosarios sobre el habla de localidades y comarcas de la provincia, como, por ejemplo, el glosario sobre términos, frases y rasgos utilizados en el Aljarafe occidental publicado por Fernando José Sánchez Bautista.